# Bar (Einheit)
Das Bar (von altgriechisch βαρύς barýs, deutsch ‚schwer‘) ist in der Physik, der Chemie und Technik eine gesetzliche [aus dem Internationalen Einheitensystem (SI) abgeleitete] Einheit für den Druck. Als Faustregel gilt: 1 bar ist etwa der Luftdruck auf der Erdoberfläche oder der hydrostatische Druck einer Wassersäule von 10 m Höhe. Ein Millibar ist etwa der Wasserdruck durch 1 cm Wassersäule.
Das Internationale Einheitensystem verwendet das Pascal als Maßeinheit für den Druck. Gemäß der EU-Richtlinie 80/181/EWG (Einheitenrichtlinie) ist die Einheit Bar weiterhin auch eine gesetzliche Einheit.

## Bezug zu anderen Druckeinheiten
Das Bar ist definiert als:
1 bar = 100.000 Pa = 100 kPa = 0,1 MPa.
Es unterscheidet sich also vom Pascal, der Druckeinheit im Internationalen Einheitensystem (SI), um den Faktor 105. Das Bar selbst gehört jedoch  nicht zum Internationalen Einheitensystem.
Der Normaldruck (physikalische Atmosphäre, atm) liegt sehr nahe bei 1 bar:
1 atm = 1,01325 bar = 1013,25 mbar.
Auch die Gewichtskraft von 1 kg Masse verteilt auf eine Fläche von 1 cm2 (technische Atmosphäre, at) liegt nahe bei 1 bar:
1 at = 0,980 665 bar.
Der Luftdruck wurde früher in Millibar (mbar) angegeben. Wegen
1 mbar = 100 Pa = 1 hPa
wird heute häufig das Hektopascal (hPa) verwendet.

## Geschichte
Das Bar wurde 1948 auf der 9. Generalkonferenz für Maß und Gewicht (CGPM), vor Schaffung des SI, in der Liste der Schreibweisen aufgeführt mit der heute gültigen Definition 1 bar = 105 N/m2 (der Einheitenname „Pascal“ wurde erst 1971 eingeführt). Im zu dieser Zeit viel verwendeten cgs-System galt entsprechend 1 bar = 1 Mdyn/cm2. In der 1. Auflage der SI-Broschüre (1970) bis hin zur 6. Auflage (1991) wurde es als „temporär zugelassene Einheit“ gelistet; in der 7. Auflage (1997) und der 8. Auflage (2006) wird es unter „andere Nicht-SI-Einheiten“ gelistet, die für spezielle Zwecke verwendet werden. In der 9. Auflage (2019) wird sie nicht mehr erwähnt.
Am 1. Januar 1978 löste das Bar in der Bundesrepublik Deutschland und in Österreich gemeinsam mit dem Pascal die Maßeinheiten physikalische Atmosphäre (atm) und technische Atmosphäre (at) ab. Das weit verbreitete Kürzel atü („[technische] Atmosphäre Überdruck“) wurde durch „Bar Überdruck“ ersetzt. Am 1. Januar 1980 wurde das Pascal als Maßeinheit für den Druck in der DDR verbindlich eingeführt und die alten Einheiten kp/cm², mWS und at (Atmosphäre) bzw. atm waren nicht mehr zulässig.

## Absoluter und relativer Druck
Während bei der technischen Atmosphäre im Einheitenzeichen zwischen absolutem Druck (Einheit ata) und Überdruck (Einheit atü) unterschieden wurde, wird die Einheit Bar gemäß den SI-Richtlinien sowohl für den absoluten Druck als auch für Druckdifferenzen (Überdruck) benutzt.
Wenn das Reifendruckmessgerät an der Tankstelle einen Druck von 2,3 bar anzeigt, dann ist damit der Überdruck gegenüber dem atmosphärischen Druck, der bei ca. 1 bar liegt, gemeint. Der absolute Druck im Autoreifen beträgt somit 2,3 bar + 1 bar = 3,3 bar.